# Зангелан (село)
Зангелан (азерб. Zəngilan) — село в Зангеланском сельском административно-территориальном округе Зангеланского района Азербайджана. Село расположено на берегу реки Охчучай. По состоянию на 15 ноября 1930 года был указан как центр Зангеланского района.

## История
По данным «Свода статистических данных о населении Закавказского края, извлеченных из посемейных списков 1886 года», в селе Зангелан Зангеланского сельского округа Зангезурского уезда Елизаветпольской губернии было 57 дымов и проживало 226 азербайджанцев (в источнике — «татар») шиитского вероисповедания. Всё население являлось владельческими крестьянами.
Согласно результатам Азербайджанской сельскохозяйственной переписи 1921 года, Зангелан Зангеланского сельского общества Кубатлинского уезда Азербайджанской ССР населяли 203 человека (60 хозяйств), преобладающая национальность — тюрки азербайджанские (азербайджанцы).
В ходе Первой карабахской войны, в 1993 году село было занято армянскими вооружёнными силами, и до октября 2020 года находилось под контролем непризнанной НКР. 22 октября 2020 года, в ходе Второй карабахской войны, президент Азербайджана объявил об освобождении села Кенд Зангилан вооружёнными силами Азербайджана.